# Jana König
Jana König (* um 1983) ist eine deutsche Filmregisseurin und -editorin.

## Werdegang
Jana König studierte von 2002 bis 2005 an der Humboldt-Universität zu Berlin die Fächer Musikwissenschaft, Geschichte und Gesellschaftswissenschaften Südasiens. 
Ab 2006 arbeitete sie u. a. für MTV Unplugged für Udo Lindenberg, Revolverheld, Sarah Connor, Adel Tawil und Roger Cicero.
Für die Trashfilm- bzw. Kultfilm-Satireformate SchleFaZ und KulFaZ, die von Fairmedia für Tele 5 produziert werden, betreut sie als Regisseurin die von Peter Rütten und Oliver Kalkofe (Die schlechtesten Filme aller Zeiten) moderierten Sendungen. 2021 stand sie dem Filmfestival Durchgedreht24 als Jurymitglied vor.
Jana König ist Mitglied im Bundesverband Filmschnitt Editor, lebt und arbeitet in Berlin.